# Кунья, Жозе Жерсон да
Жозе Жерсон да Кунья (порт. José Gerson da Cunha; 1844, Гоа — 1900) — индийский востоковед.

## Биография
Происходил из семьи браминов, принявшей христианство в первые времена владычества португальцев. Изучал медицину в Англии и поселился в качестве врача в Бомбее. Написал «Очерк истории зуба Будды» (англ. «Memoir on the history of the Tooth Relic of Buddha»; Бомбей, 1875), рассказывающий об одной из главных буддийских святынь, «Заметки об истории и древностях Шауля и Бассейна» (англ. «Notes on the history and antiquities of Chaul and Bassein», там же, 1876), сообщающие ряд интересных сведений из истории двух старинных португальских поселений в Индии, а также «Sahyâdrikânda of the Skandapurâna» (там же, 1877). Для международного конгресса ориенталистов во Флоренции в 1878 Кунья составил обзор индийской культурной истории.
Владел большой коллекцией монет (более 27 000), считавшейся одной из лучших в Британской империи. В 1888 году каталог его коллекции был опубликован в Бомбее. Написанная им книга Indo-Portuguese Numismatics была издана в 1956 году в Лиссабоне.